# Весна Голдсуърди
Весна Голдсуърди (на английски: Vesna Goldsworthy, по баща Белогърлич) е сръбско-британска писателка, поетеса и литературна историчка.

## Биография
Родена е в Белград през 1961 г. Завършва висше образование в Белградския университет през 1985 г. Емигрира в Лондон през 1986 г. заради брак с англичанин.
Работи в сръбската редакция на BBC като журналистка. През 2010 г. в телевизия BBC Radio 4 осъществява предаване, посветено на намирането на свой глас в чужда страна.
Професор е по английска литература и творческо писане в Университета „Кингстън“, а след това в Университета на Източна Англия в Норич.

## Отличия
- 2011 – награда „Крашоу“ за стихосбирката „Ангелът на Солун“